# The Girlie Show: Live Down Under
The Girlie Show: Live Down Under – zapis koncertu w ramach trasy koncertowej The Girlie Show World Tour amerykańskiej piosenkarki Madonny. Koncert był nagrywany w Sydney, na Sydney Cricket Ground, w dniu 19 listopada 1993 roku. Został on wydany 25 kwietnia 1994.

## Lista utworów
| #   | Tytuł | Czas  |
| --- | --- | ----- |
| 1.  | Introduction/"The Girlie Show Theme" Autor: Jai Winding                                                    | 1:08  |
| 2.  | "Erotica" Autor: Madonna Ciccone, Shep Pettibone, Anthony Shimkin                                          | 5:57  |
| 3.  | "Fever" Autor: John Davenport, Eddie Cooley                                                                | 4:55  |
| 4.  | "Vogue" Autor: Madonna Ciccone, Shep Pettibone                                                             | 5:31  |
| 5.  | "Rain" Autor: Madonna Ciccone, Shep Pettibone, Norman Whitfield, Barrett Strong, Arthur Freed, Nacio Brown | 9:57  |
| 6.  | "Express Yourself" Autor: Madonna Ciccone, Stephen Bray                                                    | 5:17  |
| 7.  | "Deeper and Deeper" Autor: Madonna Ciccone, Shep Pettibone, Anthony Shimkin                                | 7:27  |
| 8.  | "Why's It So Hard" Autor: Madonna Ciccone, Shep Pettibone, Anthony Shimkin                                 | 5:44  |
| 9.  | "In This Life" Autor: Madonna Ciccone, Shep Pettibone                                                      | 7:54  |
| 10. | "The Beast Within" Autor: Lenny Kravitz, Ingrid Chavez, Madonna Ciccone                                    | 6:07  |
| 11. | "Like a Virgin" Autor: Tom Kelly, Billy Steinberg, Sammy Lerner, Friedrich Hollaender                      | 6:13  |
| 12. | "Bye Bye Baby" Autor: Madonna Ciccone, Shep Pettibone, Anthony Shimkin                                     | 4:52  |
| 13. | "I'm Going Bananas" Autor: Michael Kernan, Andy Paley                                                      | 1:44  |
| 14. | "La Isla Bonita" Autor: Madonna Ciccone, Patrick Leonard, Bruce Gaitsch                                    | 7:40  |
| 15. | "Holiday" Autor: Curtis Hudson, Lisa Stevens, Jai Winding                                                  | 12:52 |
| 16. | "Justify My Love" Autor: Lenny Kravitz, Ingrid Chavez, Madonna Ciccone                                     | 8:34  |
| 17. | "Everybody Is a Star"/"Everybody" Autor: Sly Stone, Madonna Ciccone, Marvin Gaye, Leon Ware, Arthur Ross   | 12:09 |